# Alexis Forel
Pour les articles homonymes, voir Forel.
Alexis Forel (né le 5 mai 1852 et mort le 24 décembre 1922) est un graveur suisse, artiste collectionneur.
L’Académie française lui décerne le prix Charles-Blanc en 1914 pour son ouvrage Voyage au pays des sculpteurs romans, croquis de route à travers la France

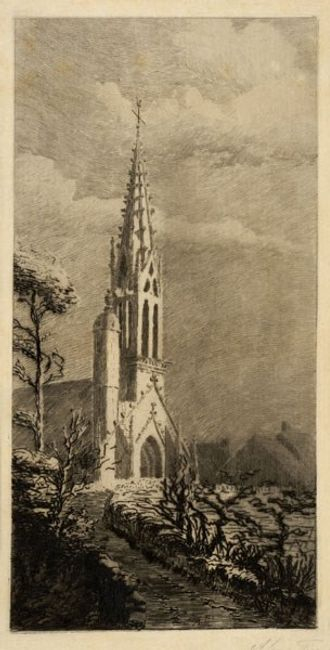
Estampe du clocher d’Esquibien, Bretagne, France

## Exposition de ses œuvres
- La collection Alexis-Forel à Vevey : une histoire de la gravure du XVIe au XIXe siècle.
- Le musée Alexis-Forel à Morges.